# 西二旗駅
西二旗駅（せいにきえき）は中華人民共和国北京市海淀区に位置する北京地下鉄の駅。

## 乗り入れ路線
13号線と昌平線の乗換駅となっている。13号線には駅番号が付与されており、1306の駅番号がある。

## 駅構造

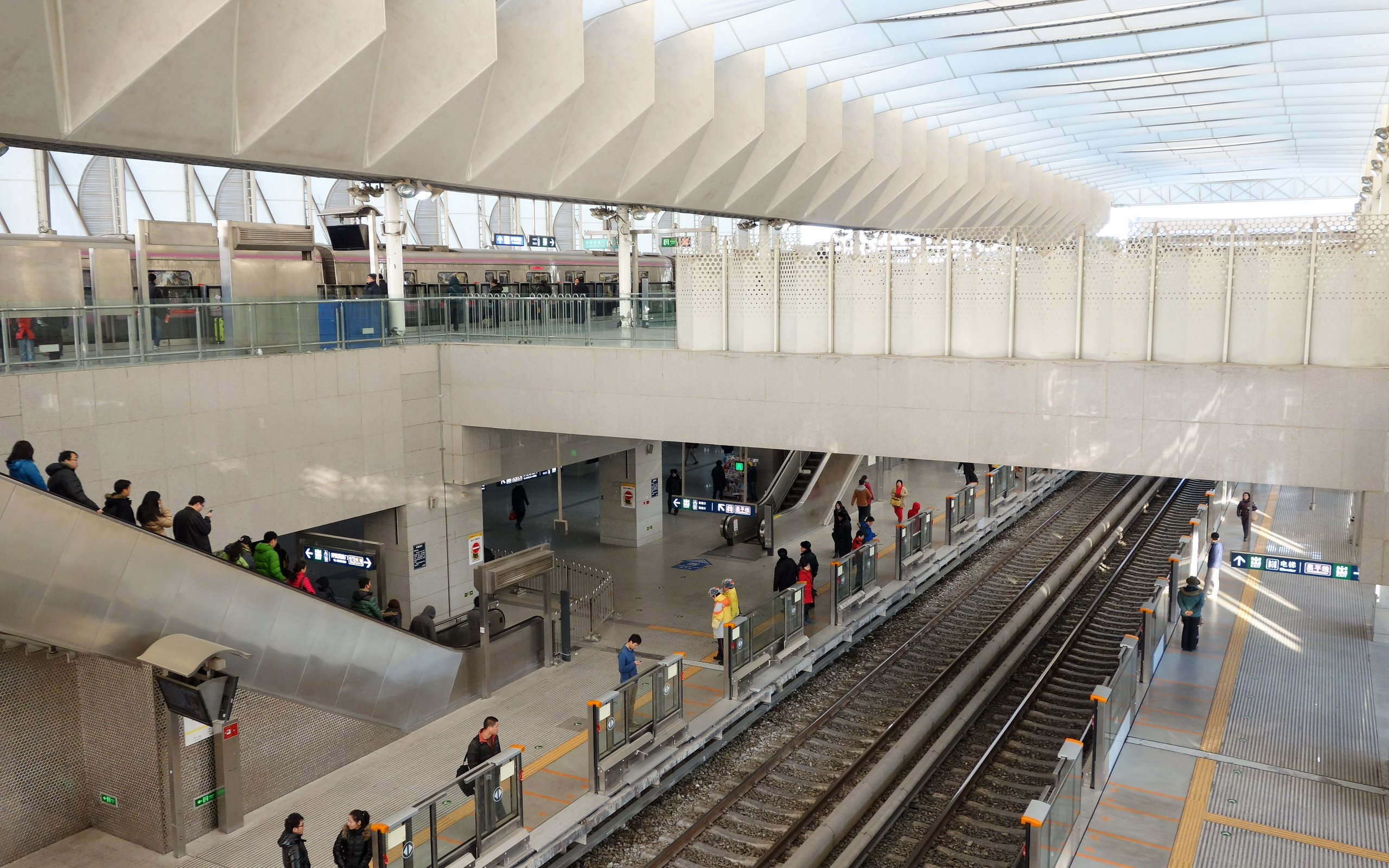
ホーム前景。地平ホームが13号線で、高架ホームが昌平線。

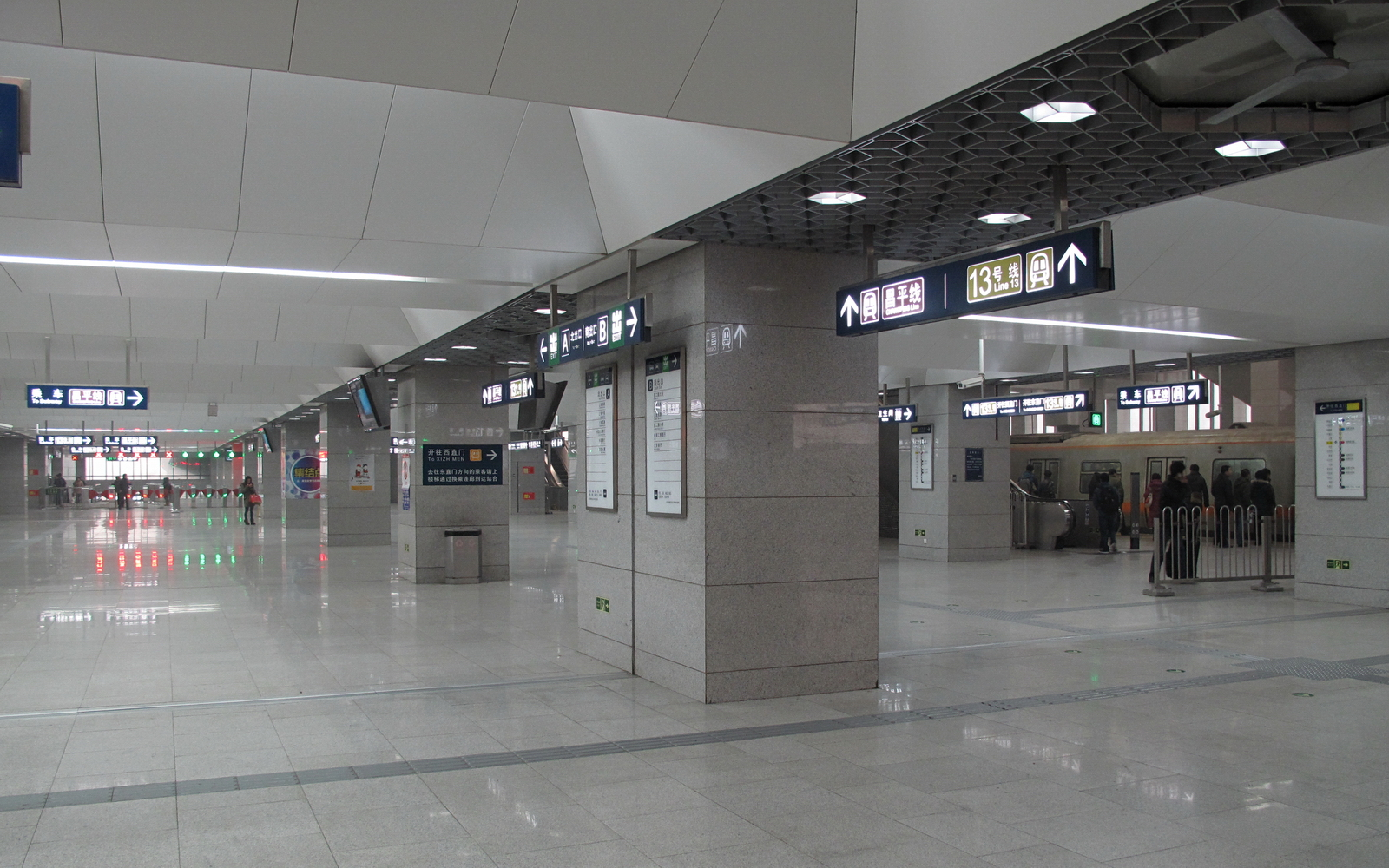
昌平線高架下のコンコース。奥に改札、写真右側に13号線ホームが見える。

13号線・昌平線は相対式ホーム2面2線を有し、13号線は地平、昌平線は高架にホームがある。13号線・昌平線ホームは日本の在来線ホーム・新幹線ホームのように高さの異なるホームが平行に並んでいる形となっているが、PTFE膜で両ホームの屋根部分を覆っており、駅舎自体を一体的に見える形となっている。
13号線開業当時は相対式2面2線の地上駅舎だったが、昌平線の乗換の需要に伴い新駅舎を建て移転した。旧駅舎は作地用として保留している。
改札口は昌平線の高架下に位置する。出入口は北にA1・A2の2つ、南にB1・B2・B3の3つがある。

### のりば
のりばの番号は各線共に存在しない。
| 1F 13号線ホーム |         |                                |
| 西側（上り）    | ■13号線 | 知春路・西直門方面             |
| 東側（下り）    | ■13号線 | 立水橋・芍薬居・東直門方面     |
| 2F 昌平線ホーム |         |                                |
| 西側（上り）    | ■昌平線 | 清河小営橋・六道口・西土城方面 |
| 東側（下り）    | ■昌平線 | 沙河・南邵・昌平西山口方面     |

## 駅周辺
駅西側に京新高速道路、駅東側に京包線が並行している。しかし京包線とは乗換駅にはなっておらず。当駅付近にも京包線の駅がない。
- 鵬寰国際大厦
- 西二旗小学
- 上地国際創業園
- 京蒙高科
- 神州数字
- 烽火科技
- 盈創動力
- 東北旺郷
- 華夏科技大厦

## バス路線
- 320（地下鉄西二旗駅-北京西駅）
- 333（安寧庄東路南口-西苑）
- 392（海淀橋東-西二旗北駅）
- 509（中央党校北門-地下鉄西二旗駅）
- 636（回南家園-西苑）
- 608（地下鉄生命科学園駅西-中関村一街）
- 専29系統（地下鉄上地駅-竜域北街東口）
- 専85系統（地下鉄西二旗駅-地下鉄上地駅）
- 専128系統（地下鉄西二旗駅-永豊バスターミナル）

## 歴史

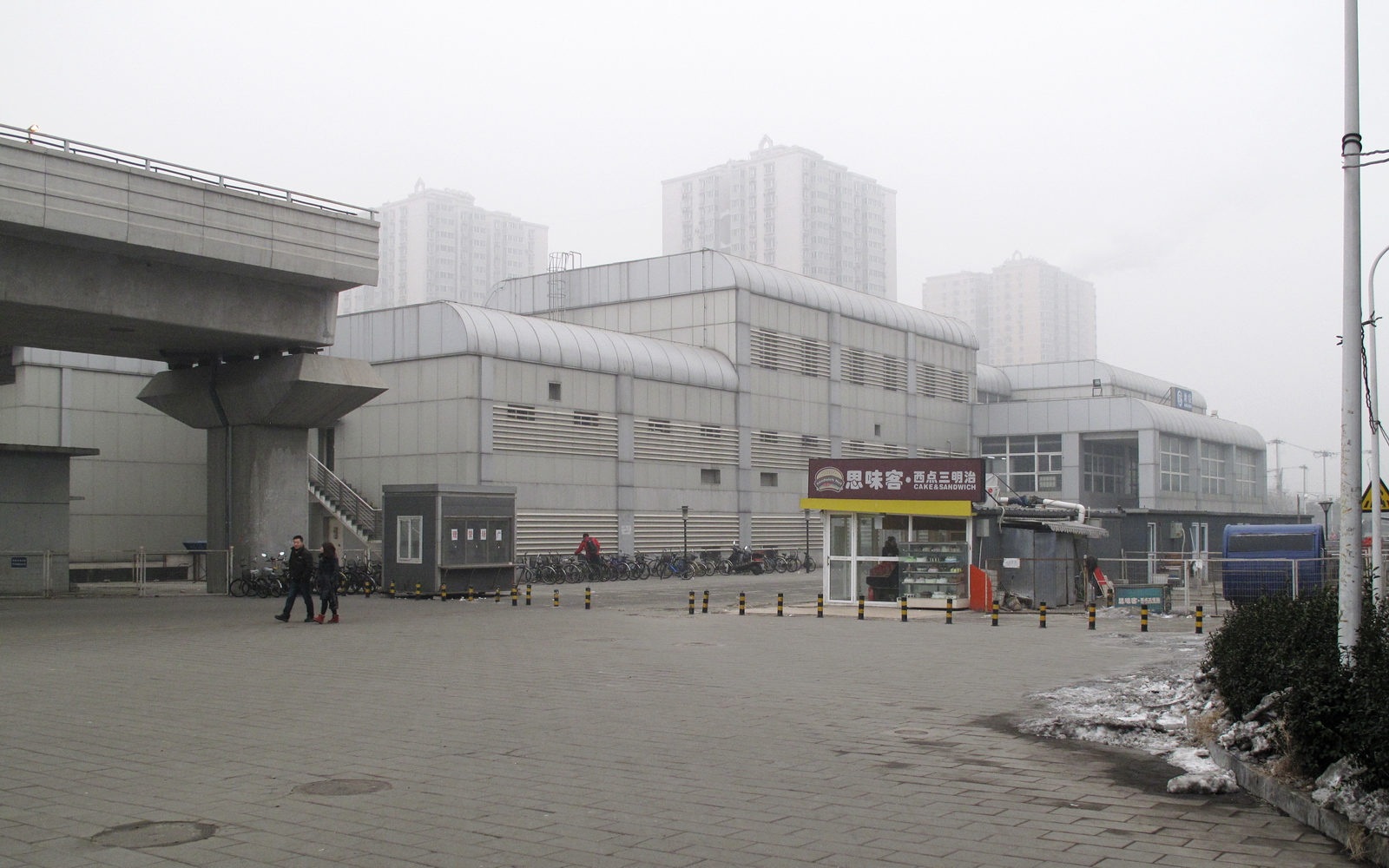
旧駅舎

- 2002年9月28日 - 13号線開業。
- 2010年
  - 12月25日 - 新駅舎併用開始。
  - 12月30日 - 昌平線開業。

## 隣の駅
北京地下鉄
■13号線
清河駅 - 西二旗駅  - 龍澤駅
■昌平線
清河駅  - 西二旗駅 - 生命科学園駅